# Robert Sainte-Rose
Robert Sainte-Rose (Francia, 5 de julio de 1943) fue un atleta francés especializado en la prueba de salto de altura, en la que consiguió ser subcampeón europeo en 1966.

## Carrera deportiva
En el Campeonato Europeo de Atletismo de 1966 ganó la medalla de plata en el salto de altura, con un salto por encima de 2.12 metros, siendo superado por su paisano francés Jacques Madubost (oro también con 2.12 m pero en menos intentos) y por delante del soviético Valeriy Skvortsov (bronce con 2.09 metros).